# Ацеде Байса
Ацеде Байса Тесема — эфиопская легкоатлетка, которая специализируется в марафоне. Серебряная призёрка Всеафриканских игр 2007 года в полумарафоне. На чемпионате мира 2009 года заняла 26-е место — 2:36.04. Заняла 14-е место на чемпионате мира 2011 года в Тэгу. Победительница пробега Montferland Run 2012 года.

## Достижения
- 2007:  Стамбульский марафон — 2:29.08
- 2009:  Парижский марафон — 2:24.42
- 2010:  Парижский марафон — 2:22.04
- 2010:  Сямыньский марафон — 2:28.53
- 2010:  Парижский полумарафон — 1:11.05
- 2012:  Чикагский марафон — 2:22.03
- 2016:  Бостонский марафон — 2:29:19